# Fisera eribola
Fisera eribola är en fjärilsart som beskrevs av Guest 1887. Fisera eribola ingår i släktet Fisera och familjen mätare. Inga underarter finns listade i Catalogue of Life.

## Bildgalleri

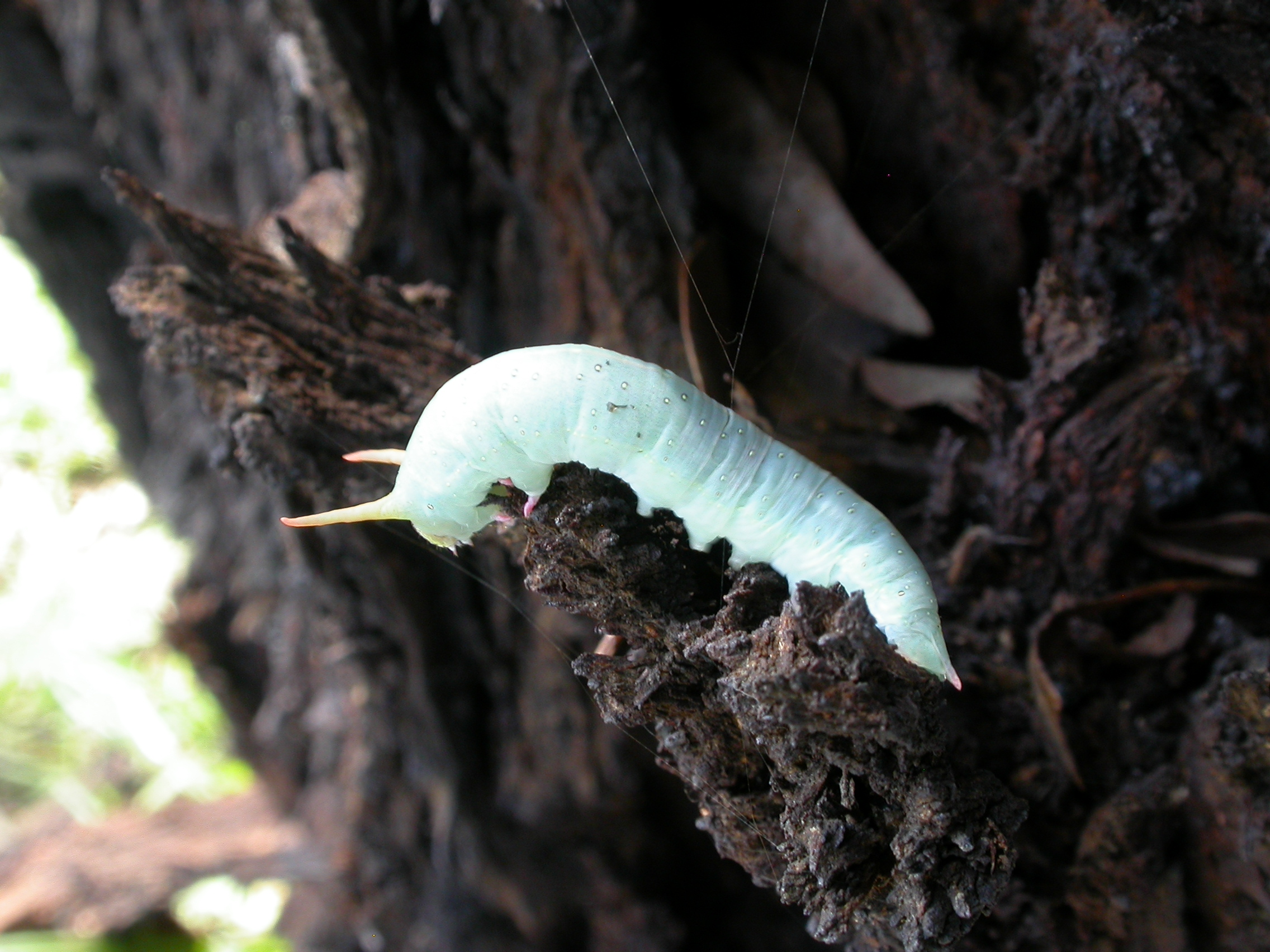
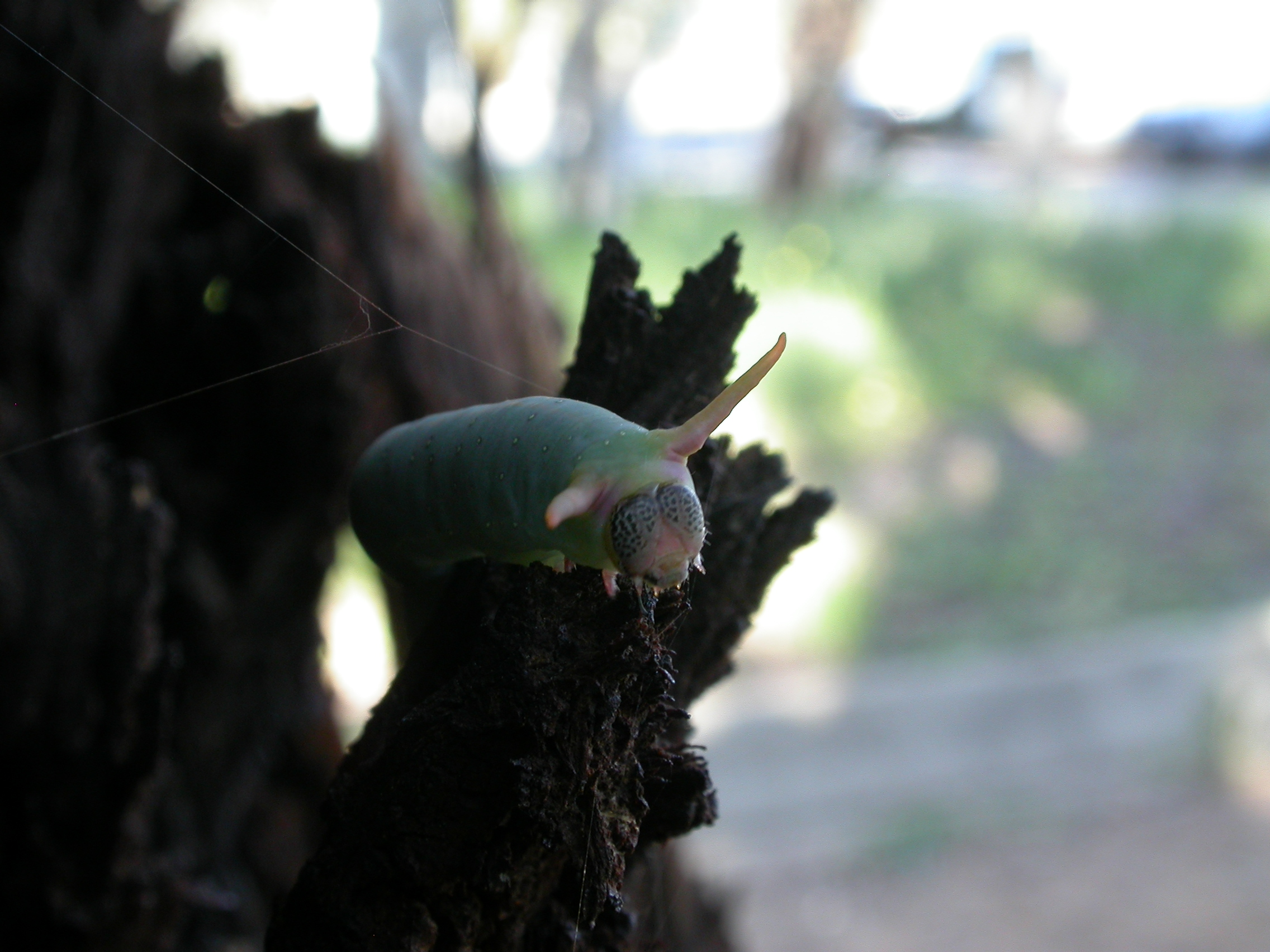